# Residenza papale
Per residenza papale si intende le residenze ufficiali dove il Papa risiede o ha risieduto nel corso della storia, per motivi religiosi, politici, amministrativi o personali. Queste residenze hanno avuto una grande rilevanza sia spirituale sia storico-politica, e sono strettamente legate all’evoluzione del papato come istituzione.

## Cronotassi delle residenze
- Palazzo del Laterano, Roma, da Silvestro I a Benedetto XI, residenza papale dal 313 al 1304 (tranne dal 1257 al 1281)
- Palazzo dei Papi, Viterbo, da Alessandro IV a Martino IV, residenza papale dal 1257 al 1281
- Palazzo dei Papi, Avignone, da Clemente V a Gregorio XI, residenza papale dal 1309 al 1377
- Palazzo Apostolico, Città del Vaticano, da Gregorio XI, residenza papale dal 1377
- Palazzo del Quirinale, Roma, da Urbano VIII a Pio IX, residenza papale dal 1605 al 1870 (tranne dal 1799 al 1803 e dal 1809 al 1814)
- Domus Sanctae Marthae, Città del Vaticano, con Francesco, residenza papale dal 2013 al 2025[1]

## Residenze estive
- Palazzo del Quirinale, Roma, dal 1583 al 1870
- Ville pontificie, Castel Gandolfo, dal 1626 al 2016, dal 2025